# ドリーム・ビルダーズ ミナと秘密の夢工場
『ドリーム・ビルダーズ ミナと秘密の夢工場』（原題：Drømmebyggerne）は、2020年に公開されたデンマークのアニメーション映画である。監督はキム・ハーゲン・イェンセン、脚本はソーレン・グリンダスレフ・ハンセンが務めた。

## キャスト
- ミナ - エミリー・コッペル（伊波杏樹）
- ジェニー - キャロライン・ヴェデル・ラーセン（新田恵海）
- ジョン - ラスムス・ボトフト（佐々木祐介）
- マイロ - ラスムス・ボトフト（おおしたこうた）
- ガフ - マーティン・ブーフ（福原かつみ）
- ヘレン - ディッテ・ハンセン（平山笑美）
- インスペクター - スティグ・ホフマイヤー
- カレン - アルバーテ・ウィンディング（北村さちこ）
- ジョンの父親 - キム・ハーゲン・イェンセン

## 評価
レビュー・アグリゲーターのRotten Tomatoesでは12件のレビューで支持率は58%、平均点は5.30/10となった。